# A Pain That I'm Used To
«A Pain That I'm Used To» és el quaranta-dosè senzill de la banda britànica Depeche Mode, i el segon del disc Playing The Angel. Fou llançat el 12 de desembre de 2005 per Mute Records, junt a remescles de la mateixa realitzades per Goldfrapp i Jacques Lu Cont (Stuart Price).
Físicament només estava disponible als Regne Unit mentre que a la resta del món era disponible via descàrrega digital. Va arribar al número 15 de la llista britànica de senzills.
Es tracta d'un dels temes més industrials de la trajectòria de Depeche Mode, estil musical del qual van ser un dels principals precursors en els seus inicis a la dècada del 80. En aquesta ocasió, però, mostraven una agressivitat sonora que no tenien els èxits d'aquella etapa. Així doncs, es pot entendre com una revisió evolucionada al gènere al qual ells mateixos van contribuir de manera important en els seus inicis. La cara-B del senzill és «Newborn», una de les cares-B favorites pels seguidors. És una cançó lenta que es transforma en dura durant la tornada.
El videoclip fou dirigit per Uwe Flade, que prèviament havia dirigit «Precious». En ell hi apareix Christian Eigner, bateria en els concerts de Depeche Mode. Durant la gira Touring the Angel, aquest tema fou el que encetava els concerts, de manera que es va interpretar en tots els concerts de la gira. En les gires posteriors va perdre aquest status entrant de forma rotativa, però sense desaparèixer definitivament i amb la remescla de Jacques Lu Cont.

## Llista de cançons
7": Mute/Bong36 (Regne Unit)
1. "A Pain That I'm Used To" (Goldfrapp Remix) − 4:39
2. "Newborn" (Foster Remix by Kettel) − 5:26

12": Mute/12Bong36 (Regne Unit)
1. "A Pain That I'm Used To" (Jacques Lu Cont Remix) − 7:51
2. "A Pain That I'm Used To" (Jacques Lu Cont Dub) − 8:00

12": Mute/L12Bong36 (Regne Unit)
1. "A Pain That I'm Used To" (Bitstream Threshold Mix) − 6:07
2. "A Pain That I'm Used To" (Bitstream Spansule Mix) − 7:22

CD: Mute/CDBong36 (Regne Unit)
1. "A Pain That I'm Used To" − 4:11
2. "Newborn" − 5:35

CD: Mute/LCDBong36 (Regne Unit)
1. "A Pain That I'm Used To" (Jacques Lu Cont Remix) − 7:51
2. "A Pain That I'm Used To" (Jacques Lu Cont Dub) − 8:00
3. "A Pain That I'm Used To" (Goldfrapp Remix) − 4:39
4. "A Pain That I'm Used To" (Bitstream Spansule Mix) − 7:22
5. "A Pain That I'm Used To" (Telex Remix) − 3:26

DVD: Mute/DVDBong36 (Regne Unit)
1. "A Pain That I'm Used To" (Videoclip) − 3:49
2. "A Pain That I'm Used To" (Material exclusiu darrera escenes) − 3:52
3. "Newborn" (Foster Remix by Kettel) − 5:26

Digital: Sire/Reprise/Mute DJ Version (Estats Units)
1. "A Pain That I'm Used To" (Jacques Lu Cont Remix) − 7:51
2. "A Pain That I'm Used To" (Jacques Lu Cont Dub) − 8:00
3. "A Pain That I'm Used To" (Goldfrapp Remix) − 4:39
4. "A Pain That I'm Used To" (Bitstream Spansule Mix) − 7:22
5. "A Pain That I'm Used To" (Telex Remix) − 3:26
6. "A Pain That I'm Used To" (Bitstream Threshold Mix) − 6:07
7. "Newborn" (Foster Remix by Kettel) − 5:26

Digital: Sire/Reprise/Mute Edits (Estats Units)
1. "A Pain That I'm Used To" (Jacques Lu Cont Remix - Edit) − 4:47
2. "A Pain That I'm Used To" (Goldfrapp Remix) − 4:39
3. "A Pain That I'm Used To" (Bitstream Spansule Mix - Edit) − 4:15
4. "A Pain That I'm Used To" (Telex Remix) − 3:26
5. "A Pain That I'm Used To" (Bitstream Threshold Mix - Edit) − 4:04
6. "Newborn" − 5:35

- Totes les cançons són compostes per Martin Gore.